# République Juliana
Proclamée durant la guerre des Farrapos par Davi Canabarro et Giuseppe Garibaldi le 24 juillet 1839, la république de Juillet (República Juliana), officiellement la république libre et indépendante de Santa Catarina (República Catharinense Livre e Independente ou República Juliana), forma une confédération avec la République riograndense (République de Piratini). Cependant la nouvelle république ne dura longtemps. Elle fut incapable de se développer et de s'étendre dans la province de Santa Catarina (pt) d'alors, et de conquérir Nossa Senhora do Desterro (actuelle Florianópolis), siège provincial du gouvernement impérial. Le 15 novembre de la même année, les forces de l'Empire brésilien reprennent Laguna, capitale du gouvernement républicain.
Sa république sœur de Piratini résista jusqu'au 1er mars 1845, lorsque fut signé le traité de Ponche Verde dans lequel elle réintégra l'empire du Brésil.